# 유림 (밀향경후)
유림(劉林, ? ~ ?)은 전한 말기의 제후로, 교동경왕의 아들이다.

## 생애
건시 2년(기원전 31년), 밀향후(密鄕侯)에 봉해졌다.
시호를 경(頃)이라 하였고, 작위는 아들 유흠이 이었다.

## 출전
- 반고, 《한서》 권15하 왕자후표 下

| 선대 (첫 봉건) | 전한의 밀향후 기원전 31년 정월 ~ ? | 후대 아들 밀향효후 유흠 |